# Hermon
Hermon (česky Chermón, arabsky جبل الشيخ‎, Džabal aš-Šajch; hebrejsky הר חרמון‎, Har Chermon) je hora v horském pásmu Antilibanon s nadmořskou výškou 2814 m n. m. Vrchol Hermonu je na hranicích mezi Sýrií a Libanonem a je pod syrskou kontrolou. Jihozápadní svahy hory Hermon jsou pod izraelskou kontrolou od Šestidenní války v roce 1967. Tato strana hory byla spolu s většinou Golanských výšin Izraelem jednostranně anektována v roce 1981 zákonem o Golanských výšinách. Izraelem ovládané svahy Hermonu jsou nejvýše položeným místem v Izraeli; hlavní vrchol je nejvyšším bodem Sýrie. Hora je jedním z vrcholů zmiňovaných v Bibli.

## Geografie
Hermon je ve skutečnosti seskupením hor s třemi různými vrcholky stejné nadmořské výšky. Horské pásmo Antilibanon se táhne v délce zhruba 150 km severojižním směrem na pomezí Libanonu a Sýrie.
Hora zaujímá oblast o rozloze zhruba 1000 km², z čehož přibližně 70 km² je pod izraelskou správou. Je jedním z nejvyšších vrcholů v této oblasti a kvůli své výšce zachytává velké množství srážek. V určitých ročních obdobích (zima a jaro) pokrývá všechny tři vrcholky hory Hermon sníh. Tající sníh napájí místní potoky a řeky a zvýšená vodní hladina zúrodňuje půdu. Hlavními vodními toky, které z Hermonu stékají do Golanských výšin a Izraele, je Nachal Si'on, Nachal Guvta nebo Nachal Sa'ar. Na úpatí Hermonu pak v lokalitě Banias vzniká řeka Banias (nazývaná též Nachal Chermon).
Je důležité, že vlády mající správu nad Hermonem a navazujícími potoky, si uvědomují svoji zodpovědnost a bojují proti odlesňování a znečištění. Hora Hermon je někdy nazývána „očima Izraele“, protože její nadmořská výška je důležitá pro izraelský systém včasné výstrahy.

## Biblická historie
Hora byla dle Tanachu Amorejci nazývána Senír, Sidónci Sirjon a Kananejci Baal-chermón. Hora je dále zmiňována jako severní hranice Země izraelské. Vrcholky hory Chermón byly zřejmě využívány Kananejci v kanaánských mytologických rituálech.
V evangeliích je psáno, že Ježíš a jeho učedníci cestovali ze severu z Betsaidy u Galilejského jezera do Cesareje Filipovy, při jižním úpatí hory Chermón. Tam jim údajně Ježíš zjevil svůj záměr vybudovat církev, jít do Jeruzaléma, zemřít a být vzkříšen.
Chermón je možným místem Proměnění Páně, kam se šli Ježíš a jeho tři učednici (Petr, Jakub a Jan) modlit. Před jejich očima se Ježíš proměnil. Jeho šat byl oslnivě bílý a promluvil s Mojžíšem a Elijášem, kteří se mu zjevili. Učedníci propadli strachu, když se z nebe ozval hlas říkající: „To jest můj milovaný Syn, kterého jsem si vyvolil; toho poslouchejte.“

## Současná situace
Od roku 1981 je izraelská oblast spravována podle zákona o Golanských výšinách. Je zde jediné izraelské horské lyžařské středisko s mnoha sjezdovkami všech stupňů obtížnosti. Středisko nabízí služby lyžařské školy, horské služby a mnoha restaurací. Jsou zde také trasy určené pro běžkaře a plochy vymezené pro sáňkování. Zaměstnanci střediska žijí zejména v nedalekém mošavu Neve Ativ a drúzské vesnici Madždal Šams.
Izraelská část hory je intenzivně hlídána izraelskou armádou a policií. Izraelské bezpečnostní služby mají na hoře ve výšce 2 224 m n. m. instalovány vojenská radarová a sledovací zařízení pro monitorování syrských a libanonských vojenských aktivit.
V roce 2005 zveřejnila syrská vláda plány na vybudování mnohamiliardového zimního střediska na své části hory.

## Zajímavosti
Podle legendy v midraších pochází jméno hory od přísahy (hebrejsky cherem, což může znamenat též klatbu[nepřesný odkaz]), kterou na ní měli uzavřít padlí andělé se svým vůdcem Šemchazajem.

## Fotogalerie

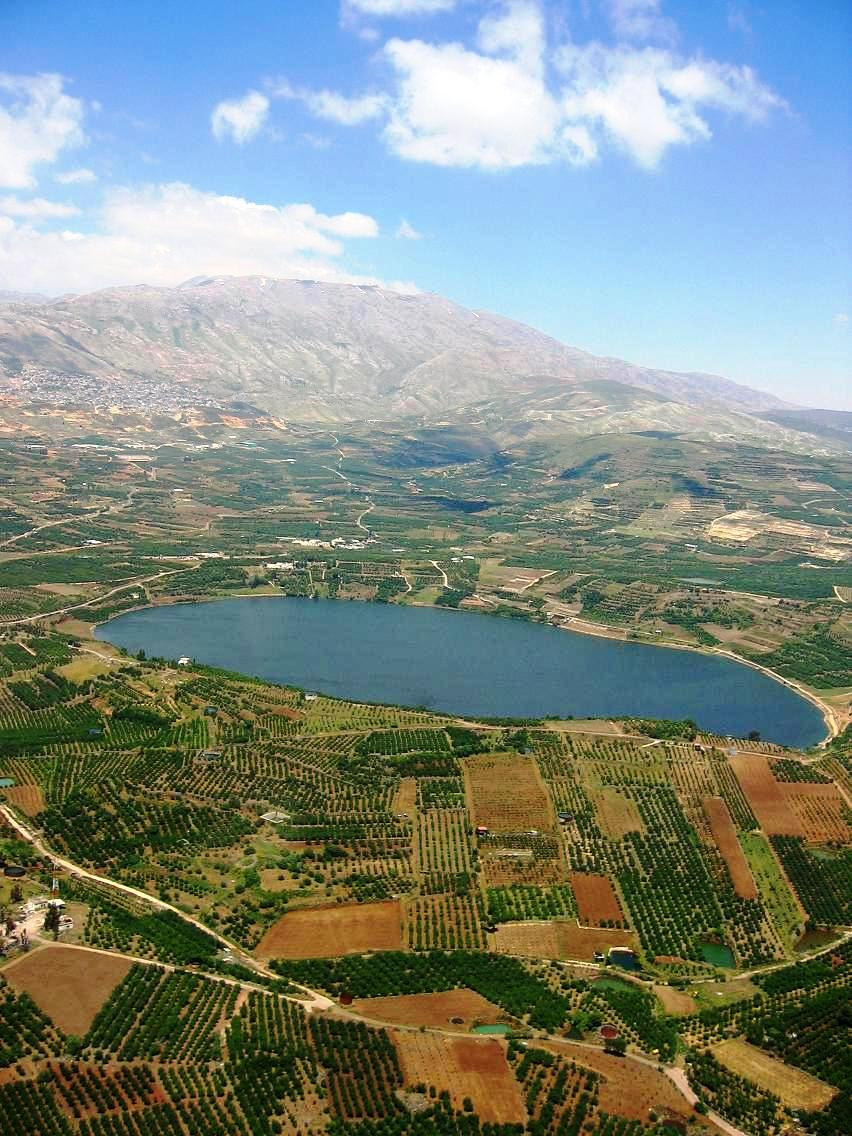
Hermon (vpředu kráterové jezero Ram)
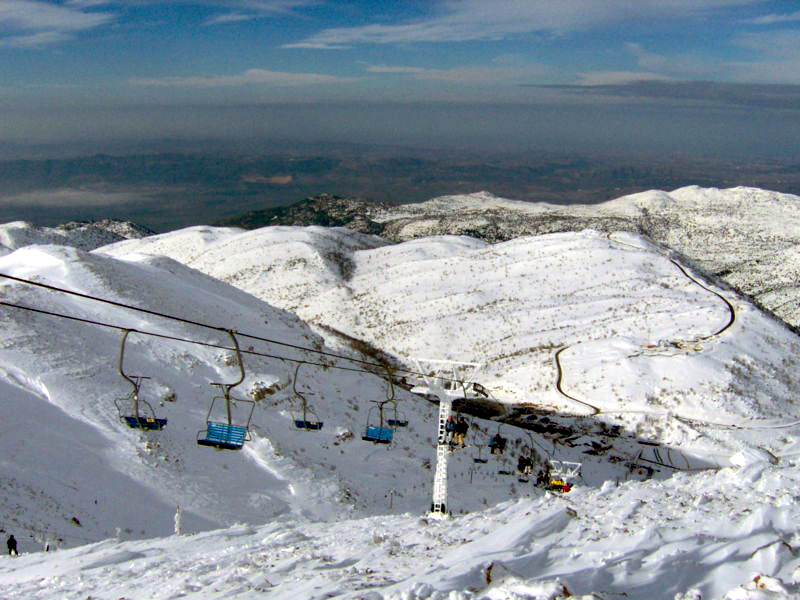
Izraelské zimní středisko na úbočí hory
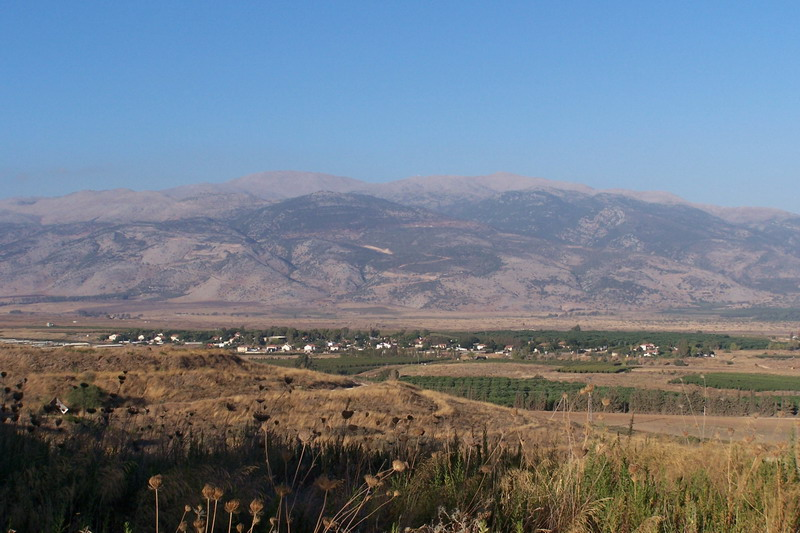
Hermon
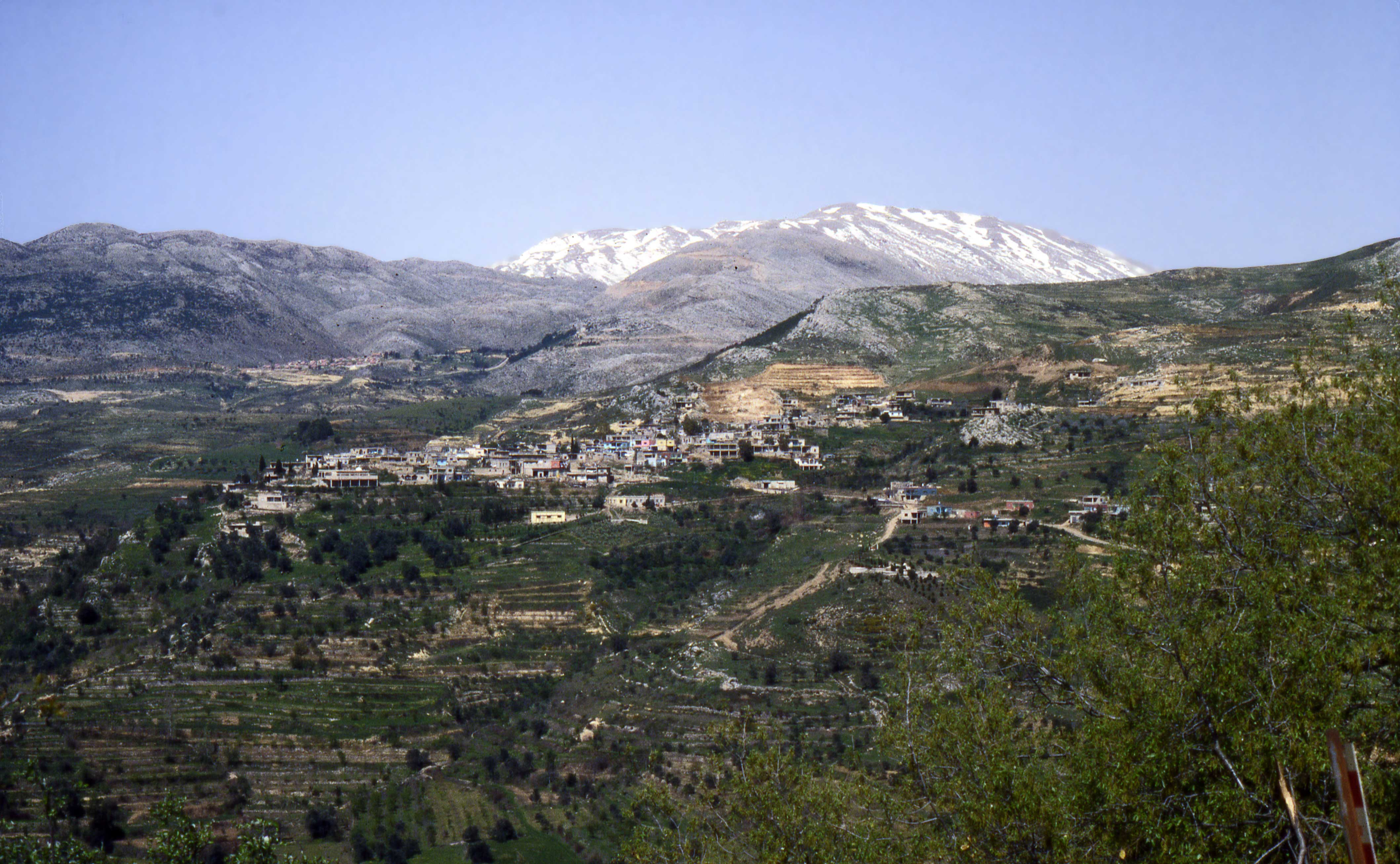
Hermon (v popředí pod ním vesnice Madždal Šams)